# Air Commerz
Air Commerz era una compagnia aerea charter tedesca che operò per un breve periodo tra il 1970 e il 1972.

## Storia
L'Air Commerz era stata fondata ad Amburgo all'inizio del 1970. La compagnia aerea ricevette il primo dei suoi due Vickers Viscount da Aer Lingus a marzo e iniziò le operazioni a giugno 1970. La base ufficiale della compagnia aerea era l'aeroporto di Düsseldorf, sebbene la maggior parte dei voli partivano dall'aeroporto di Amburgo. Venivano operati solo voli charter.
Nel marzo e maggio 1971 Air Commerz ricevette due Boeing 707 dalla Pacific Western Airlines. Gli aerei furono messi in servizio nel giugno 1971 su un volo da Amburgo a Reims.
A causa di problemi finanziari la compagnia aerea cessò le operazioni nel settembre 1972 e venne sciolta l'anno dopo a gennaio.

## Flotta
- 2 Vickers 808 Viscount
- 2 Boeing 707-138B